# アルベール・メンミ
アルベール・メンミ（Albert Memmi、1920年12月15日 - 2020年5月22日）は、チュニジアの小説家、随筆家。フランス語マグレブ文学を代表する作家の一人である。アラブ世界におけるユダヤ人の特殊性を異質性嫌悪とユダヤ性という概念によって分析し、人種差別、植民地化および依存の概念を再定義した。代表作に『植民地 ― その心理的風土』『あるユダヤ人の肖像』『イスラエルの神話』『脱植民地国家の現在 ― ムスリム・アラブ圏を中心に』などがある。

## 背景
アルベール・メンミは1920年12月15日、チュニジアの首都チュニスのユダヤ人居住区に生まれた。父フランソワ・メンミはイタリア系ユダヤ人で馬具職人、母マルグリット・サルファーティはベルベル系ユダヤ人で、母国語はユダヤ・アラビア語である。アルベールは第一子で、7人の姉妹兄弟がある。彼は自らの境遇を「生活必需品を手に入れるのにも苦労するような家庭」で、「フランス保護領ムスリム・アラブ国家のユダヤ人」で、「被植民者・二流市民」であったと説明している。

## チュニジア独立まで
初等教育は、主に地中海沿岸諸国に離散していたユダヤ人（セファルディム）の子弟に対してフランス語による初等教育を行うために1860年に設立されたアリアンス・イスラエリット・ユニヴェルセルで受けた。チュニスのフランス語中等教育機関リセ・カルノに入学し、アルジェリア生まれの作家・文芸評論家ジャン・アムルーシュに師事。さらに、アルジェ大学で哲学を専攻した。
1942年にナチス・ドイツがチュニジアに侵攻し、数か月にわたってユダヤ人数千人を強制収容・強制徴募した。連合軍の爆撃によって道路、橋梁、空港などの戦略上重要な施設が破壊されると、ドイツ軍はこの修復のために17歳から50歳までのユダヤ人約5千人を強制労働に就かせた。メンミは1943年にこうした強制労働収容所に入れられた。
哲学のアグレガシオン（一級教員資格試験）の準備のために渡仏し、ソルボンヌ大学に学んだ。帰国後、母校のチュニス・カルノ高等学校および社会心理学研究所で教鞭を執る傍ら、（後のチュニジア共和国初代大統領）ハビーブ・ブルギーバが1932年に創刊したフランス語新聞『アクシオン・チュニジエンヌ』の文学欄を担当。チュニジア独立運動に参加した。チュニジアのユダヤ人として、「アラブ人との共闘を選択した数少ない一人である」。

## 渡仏後
1956年3月20日にチュニジアがフランスから独立すると、同年9月に再び渡仏し、高等研究実習院で社会心理学の講座を担当した。また、HEC経営大学院、パリ第10大学で教鞭を執り、フランス国立科学研究センターの研究員、および、作家・翻訳家のフランソワ・マスペロが1959年に設立したマスペロ出版社のシリーズ「マグレブ圏」の編纂責任者を務めた。1967年、フランス国籍を取得した。
2020年5月22日、パリにて死去、享年99歳。

## 思想

### アラブ世界におけるユダヤ人

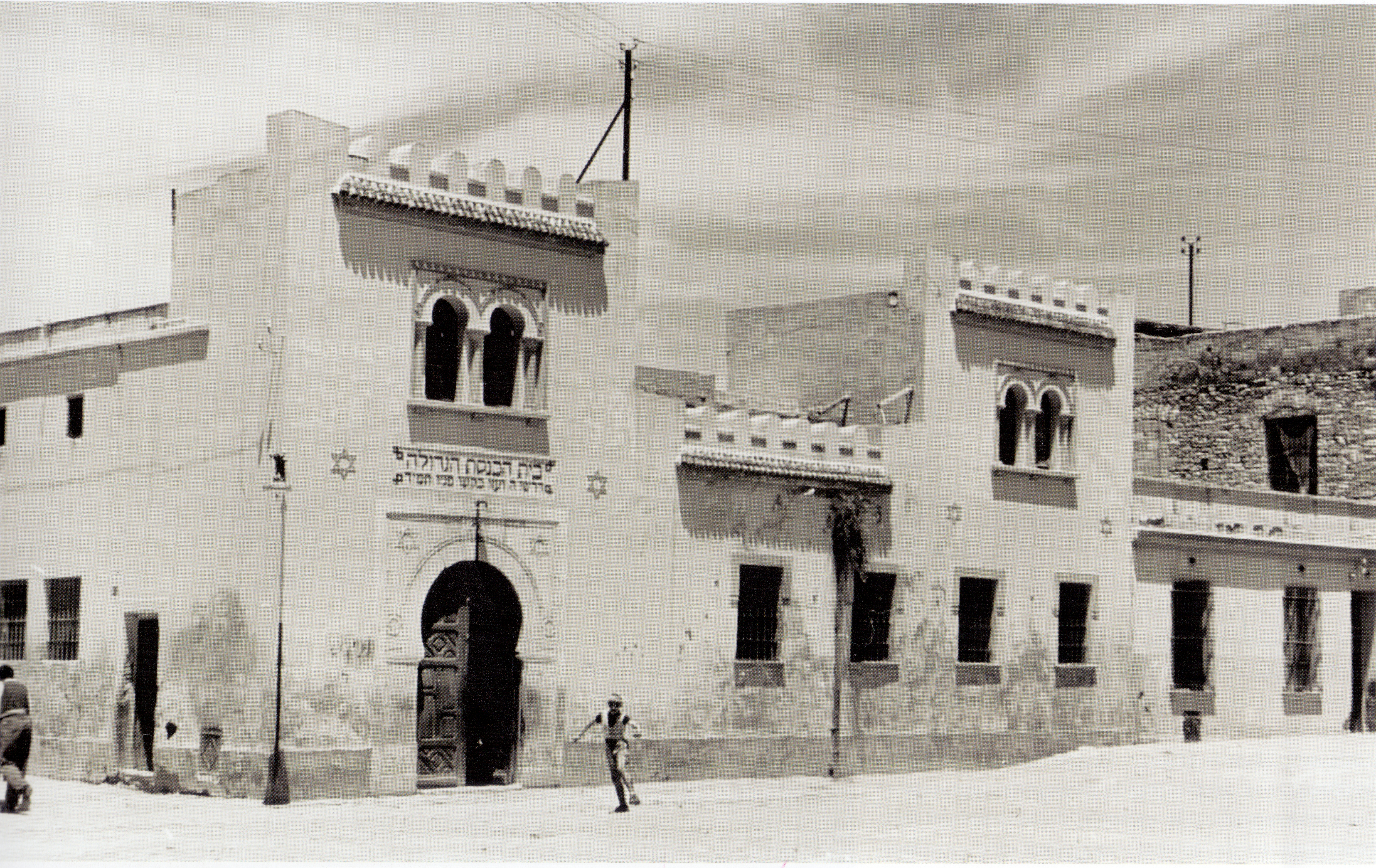
メンミが生まれ育ったチュニス・ユダヤ人居住区のシナゴーグ

アルベール・メンミは自伝的小説を多く著している。アルベール・カミュが序文を書き、1953年に発表された処女作『塩の柱 ― あるユダヤ人の青春』は、フランス語マグレブ文学の古典とされ、アラブ世界におけるユダヤ人のアイデンティティ、個人とユダヤ人共同体および共存・共生する他の共同体の関係を追究する作品である。
1962年発表の『あるユダヤ人の肖像』をメンミは当初、他の自伝的小説と同じように、個人史として書き始めた。「ユダヤ人としての自分自身、私の人生におけるユダヤ人であることの意味を理解する」ためであった。だが、彼個人の経験が他の多くのユダヤ人の経験に重なり、「個人史を越えたユダヤ人共通の運命」があることに気づき、このユダヤ人に共通の運命・歴史を語る必要があると考えるようになった。
メンミはアラブ世界におけるユダヤ人の特殊性を異質性嫌悪 (ヘテロフォビア) とユダヤ性という概念によって分析し、人種差別、植民地化および依存という概念を再定義した。「異性愛嫌悪」とも訳される異質性嫌悪は、メンミにとっては「差異を根拠にしたあらゆる他者の拒否」（メンミ『人種差別』）であり、人種差別とは「現実の、あるいは架空の差異に、一般的、決定的な価値づけをすることであり、この価値づけは、告発者（人種差別主義者）が自分の攻撃を正当化するために、被害者を犠牲にして、自分の利益のために行うものである」（メンミ『人種差別』）。彼は、「私はアラブ諸国に生まれ、アラブ諸国の人々と友情、愛情を保ち続け、しかもそれが堅固なものだと信じている。私が最も自然に自分に合っていると感じるのは、アラブ諸国におけるその光、匂い、果実、人間的接触の質なのである」と語る一方で、アラブ諸国におけるユダヤ人は「敵意をもつ環境におけるマイノリティ」であり、アラブ人との共生は「恐怖、不安」であるばかりでなく、「脅威に満ちたものであり、実際、その脅威は繰り返し現実のものとなった」と書いている（メンミ『ユダヤ人とアラブ人』）。しかも、独立後のチュニジアがムスリム・アラブ国家に変わっていく過程でユダヤ人が排除された以上、「ユダヤ人の抑圧に終止符を打つための運動」は、ユダヤ人国家を建設するシオニズム以外にはあり得ないと考えるようになった（メンミ『ユダヤ人とアラブ人』）。

### 抑圧者と被抑圧者の相互依存関係
メンミの代表作は、植民地支配下に生きる抑圧者と被抑圧者の相互依存関係を分析した『植民地 ― その心理的風土』であり、ジャン＝ポール・サルトルが序文を書き、1957年に刊行された本書は、民族解放運動の推進力となった。1968年発表の『被支配者』は、『植民地 ― その心理的風土』と同様の手法によって黒人、被植民者、プロレタリアート、ユダヤ人、女性、家事使用人などの被抑圧者の「肖像」を描いた作品である。相互依存関係の概念をさらに拡大して、1979年に『依存 ― 依存者の肖像の素描』を発表した。本書の序文はフェルナン・ブローデルが書いている。メンミは、恋愛者、賭博者、喫煙者、飲酒者、信者、患者、活動家など、すべての人間のなかにある依存の心理を分析している。

### 脱植民地国家の現在
『脱植民地国家の現在 ― ムスリム・アラブ圏を中心に』は2004年に刊行された。2001年9月11日のアメリカ同時多発テロ事件を契機に、2002年4月のチュニジア、ジェルバ島の自爆テロ事件、2003年5月のモロッコ、カサブランカの爆弾テロ事件、2004年3月のマドリード列車爆破テロ事件など、イスラム原理主義の脅威が急激に高まり、フランスでも郊外（バンリュー）に住むイスラム系移民とイスラム原理主義との関係が懸念されていたときである。また、まさにこうした関係を分析した本書の刊行の翌2005年10月にパリ郊外暴動事件が起きた。本書は、第一部の「新しい市民」で、独立後のムスリム・アラブ国家における政治的指導者の腐敗・圧政、そしてこうした土壌からイスラム原理主義がはびこっていった過程を分析し、第二部「移民」で、ムスリム・アラブ国家から旧宗主国へ移住した者たちが、「バンリュー」という「ゲットー」に追いやられ、貧困と排除による「敗者の怨恨」を抱き、こうした母国と受け入れ国での「二重の失敗」による若者たちの心の隙間に原理主義が入り込んでいった過程を分析している。

## 受賞・名誉
- 1975年10月17日、フランス海外学士院会員に選出された[14]。
- 1999年、ネゲヴ・ベン＝グリオン大学名誉博士[15]。
- 2004年、「フランス語の維持と顕揚のために極めて優れた貢献を自国で、または国際的におこなったフランス語使用者の業績」[16]を称える、アカデミー・フランセーズのフランス語圏大賞を受賞した[17]。
- 『塩の柱』により、1953年にチュニスのカルタゴ賞、54年にローマのシンバ賞、パリのフェネオン賞（フランス語版）（美術評論家フェリックス・フェネオン（フランス語版）の妻ファニーがパリ大学に寄付したフェネオンの遺産により、35歳以下の若手作家・画家・建築家に贈られる文学賞）を受賞した。
- 詩人ヌールディン・アバ財団のマグレブ文学大賞（1995年）。
- フランス語作家協会（フランス語版）の地中海アフリカ賞。
- レジオンドヌール勲章オフィシエ[18]
- チュニジア共和国勲章（フランス語版）オフィシエ[18]
- チュニジア名誉勲章（フランス語版）[18]

## 著書
- La Statue de sel, Paris, Corréa, 1953 (序文アルベール・カミュ)
  - 『塩の柱 ― あるユダヤ人の青春』前田総助訳、草思社、1978年。
- Agar (ハガル), Paris, Corréa, 1955.
- Portrait du colonisé, précédé du portrait du colonisateur, Paris, Buchet/Chastel, 1957 (序文ジャン＝ポール・サルトル)
  - 『植民地 ― その心理的風土』渡辺淳訳、三一書房、1959年。
- Portrait d'un Juif, Paris, Gallimard, coll. « Blanche », 1962.
  - 『あるユダヤ人の肖像』白井成雄、菊地昌実共訳、法政大学出版局、1980年。
- Anthologie des écrivains maghrébins d'expression française (フランス語表現マグレブ作家選集), Paris, Présence africaine, 1964 (協力：マグレブ作家ジャクリーヌ・アルノー（フランス語版）、ジャン・デジュー（フランス語版）、アブデルケビール・ハティビ（フランス語版）、アルレット・ロト)[19]
- La Libération du Juif, Paris, Payot, 1966.
  - 『イスラエルの神話 ― ユダヤ人問題に出口はあるか』菊地昌実訳、新評論社、1983年。
- L'Homme dominé (被支配者), Paris, Gallimard, 1968.
  - 『差別の構造 ― 性・人種・身分・階級』白井成雄、菊地昌実共訳、合同出版、1971年。
- Le Scorpion ou la confession imaginaire (さそり ― 想像の告解), Paris, Gallimard, 1969.

- Portrait du colonisé, suivi de Les Canadiens français sont-ils des colonisés ? (被植民者の肖像 ― フランス系カナダ人は被植民者か), Montréal, L'Étincelle, 1972.
- Juifs et Arabes (ユダヤ人とアラブ人), Paris, Gallimard, coll. « Idées », 1974.
- La Terre intérieure (内なる大地), Gallimard, coll. « Blanche », 1976 (ユダヤ系モロッコ作家ヴィクトル・マルカ（フランス語版）との対談).
- Le Désert, ou la vie et les aventures de Jubaïr Ouali El-Mammi (砂漠 ― ジュバイール・ウアーリ・エル・マンミの生涯と冒険), Paris, Gallimard, 1977.
- La Dépendance : esquisse pour un portrait du dépendant (依存 ― 依存者の肖像の素描), Paris, Gallimard, 1979 (序文フェルナン・ブローデル)
- Le Racisme : description, définition, traitement, Paris, Gallimard, coll. « Idées Sciences humaines », 1982.
  - 『人種差別』白井成雄、菊地昌実共訳、法政大学出版局、1996年。
- Ce que je crois (私が考えること), Paris, Grasset, 1985.
- Le Pharaon (ファラオ), Paris, Julliard, 1988.
- Le Mirliton du ciel (空の葦笛), Paris, Julliard, 1990.
- Le Juif et l'Autre (ユダヤ人と他者), Paris, Christian de Bartillat, 1995.
- L'Exercice du bonheur (幸福の実践), Paris, Arléa, 1998.
- Le Buveur et l'Amoureux (飲酒者と恋愛者), Paris, Arléa, 1998.
- Le Nomade immobile (不動の放浪者), Paris, Arléa, 2000.
- Dictionnaire critique à l'usage des incrédules (不信者向け批評事典), Paris, Éditions du Félin, 2002.
- Térésa et autres femmes (テレーザと他の女たち), Paris, Éditions du Félin, 2004.
- Portrait du décolonisé arabo-musulman et de quelques autres, Paris, Gallimard, 2004 ; (増補新版) 2007.
  - 『脱植民地国家の現在 ― ムスリム・アラブ圏を中心に』白井成雄、菊地昌実共訳、 法政大学出版局、2007年。

- Le Testament insolent (傲慢な遺言書), Paris, Odile Jacob, 2009.
- Portraits, Paris, Centre national de la recherche scientifique, coll. « Planète libre », 2015 (ギ・デュガス監修。『植民地 ― その心理的風土』『あるユダヤ人の肖像』『イスラエルの神話』『脱植民地国家の現在 ― ムスリム・アラブ圏を中心に』『被支配者』所収)[20]
- Penser à vif : de la colonisation à la laïcité (生身の思考 ― 植民地化からライシテまで), Paris, Non Lieu, 2017 (「植民地化と脱植民地化」、「ユダヤ教徒とユダヤ性」、「文化的アイデンティティとフランス語圏」、「依存」、「人種差別から異質性嫌悪まで」、「ライシテのために」という章立てで約40篇の随筆・論文所収[21])
- Tunisie, an 1 : journal tunisien, 1955-1956, suivi de Tunisie, un pays d'opérette et Autres écrits des années tunisiennes (チュニジア元年 ― チュニジア日誌1955-1956、オペレッタの国チュニジア、チュニジアで過ごした歳月から生まれた他の物語), Paris, Centre national de la recherche scientifique, coll. « Biblis », 2017 (ギ・デュガス編纂・注釈).

## 参考資料
- « Portrait d’un juif » Albert Memmi (1920- ) - Akadem
- ALBERT MEMMI - Limag : Littérature du Maghreb (Algérie, Maroc, Tunisie, 1806-2015)
- MEMMI Albert - Présence africaine
- Albert Memmi, Vie et oeuvre - La Plume Francophone
- 田所光男「メンミにおけるアラブ＝ユダヤ共生言説批判 (II) ― ジンミー身分への照準」27巻2号、67-80頁、2006年 - 名古屋大学大学院国際言語文化研究科